# Deutsch-togoische Beziehungen
Die Deutsch-togoischen Beziehungen sind von der gemeinsamen Kolonialvergangenheit geprägt. Von 1884 bis 1914 war Togo unter dem Namen Deutsch-Togo eine Kolonie Deutschlands.

## Geschichte
Mitte des 19. Jahrhunderts begann die Norddeutsche Missionsgesellschaft mit der Missionierung der Ewe im heutigen Togo. Bald darauf errichteten deutsche Handelsgesellschaften Faktoreien an der Westküste Afrikas. 1882 wurde eine regelmäßige Schiffsverbindung zwischen Togo und dem Deutschen Reich von der Woermann-Linie hergestellt. Im Jahre 1884 hisste Gustav Nachtigal die Reichsflagge in Togo und bei der Kongokonferenz in Berlin wurde das Gebiet dem deutschen Einflussbereich zugeteilt und zu einer Kolonie des Deutschen Reiches.
In den nächsten Jahren wurden Grenzabkommen mit Frankreich und dem Britischen Weltreich geschlossen und durch Eroberungsfeldzüge die Herrschaft im Inneren konsolidiert. Ab 1891 wurde Togo nicht mehr von Kamerun aus verwaltet und bekam eine eigene Kolonialverwaltung, welche 1897 ihren Verwaltungssitz von Sebbe nach Lomé verlegte. Das deutsche Togo galt als Musterkolonie und eine eigene Schutztruppe war nicht nötig, da die lokalen Herrschaftsstrukturen relativ problemlos in die Kolonialbürokratie integriert wurden. Die Intensität der deutschen Kolonisierungsbemühungen verstärkte sich im 19. Jahrhundert, als mit dem Bau einer Eisenbahnlinie in Togo begonnen wurde. Eine Plantagenwirtschaft wurde aufgebaut und als einzige Kolonie warf Togo für das Reich einen finanziellen Profit ab.
Nach dem Beginn des Ersten Weltkriegs verlor Deutschland schon im August 1914 die Kontrolle über Togo, als erste der Kolonien. Nach dem Ende des Krieges wurde Togo 1920 unter Aufsicht des Völkerbunds gestellt und zwischen Franzosen und Briten aufgeteilt. Togo wurde 1956 von Frankreich Autonomie gewährt und der deutschstämmige Nicolas Grunitzky wurde zum ersten Premierminister des Landes. Mit der Unabhängigkeit des Togo 1960 wurden noch im selben Jahr diplomatische Beziehungen mit der Bundesrepublik Deutschland (BRD) aufgenommen. Nach der Aufgabe der Hallstein-Doktrin vonseiten der BRD nahm Togo auch diplomatische Beziehungen mit der Deutschen Demokratischen Republik (DDR) auf.
In den späten 70er und 80er Jahren unterhielten die BRD und Togo gute bilaterale Beziehungen. Der autokratisch regierende togoische Präsident Gnassingbé Eyadéma war mit dem bayrischen Ministerpräsidenten und deutschen Kabinettsminister Franz Josef Strauß freundschaftlich verbunden und dieser besuchte das Land regelmäßig, um auf Antilopenjagd zu gehen. Strauß bezeichnete das autokratisch regierte Togo als „Modell für Afrika“. Nach der deutschen Wiedervereinigung in den 1990er Jahren verschlechtert sich das Verhältnis aufgrund der in Togo begangenen Menschenrechtsverletzungen. Nach dem Ende von Eyadémas Regierungszeit 2005 wurden in Togo demokratische Reformen durchgeführt und die Beziehungen zu Deutschland verbesserten sich daraufhin. 2012 wurde die bilaterale Entwicklungszusammenarbeit wieder aufgenommen.

## Wirtschaftlicher Austausch
Die wirtschaftlichen Beziehungen sind noch wenig ausgebaut. Seit der Wiederaufnahme der Entwicklungskooperation ist das Interesse deutscher Unternehmen allerdings angestiegen, mit einer großen Investition von HeidelbergCement im Land. Togo bemüht sich aktiv um Investoren aus Deutschland. Das bilaterale Handelsvolumen lag im Jahre 2021 bei 79,3 Millionen Euro.

## Entwicklungszusammenarbeit
Nach der Wiederaufnahme der Zusammenarbeit in der Entwicklungskooperation 2012 hat Deutschland bis 2022 knapp 180 Millionen Euro an Entwicklungshilfe geleistet. Deutschland engagiert sich besonders in den Bereichen Ernährungssicherung, im Energiesektor und bei der Erhaltung der Biodiversität.
Seit 2015 unterstützt die Kreditanstalt für Wiederaufbau (KfW) das Land finanziell. 2021 hat Deutschland mit Togo eine Entwicklungspartnerschaft vereinbart. Im Vordergrund stehen hier die Bereiche Wirtschafts- und Demokratieförderung. Seit 2015 engagiert sich die KfW-Bank aktiv in der Förderung von Ausbildungseinrichtungen in Togo. Darüber hinaus spielt die Bank eine Schlüsselrolle beim Aufbau von Eigenkapital in Togo, um ausländische Investitionen zu erleichtern. Bereits seit 1988 ist die KfW ein wichtiger Partner beim Betrieb des Wasserkraftwerks Nangbéto, das für die Stromversorgung der Hauptstadt von Togo unverzichtbar ist und arbeitet mit dem westafrikanischen Stromverband WAPP zusammen, um das regionale Stromnetz zu erweitern und zu verbessern.
Die Deutsche Gesellschaft für Internationale Zusammenarbeit (GIZ) ist seit 2013 in Togo aktiv und beschäftigt dort insgesamt 225 nationale Mitarbeiter, 28 internationale Mitarbeiter und 8 Entwicklungshelfer. 2023 wurden 25 Projekte mit einem Gesamtwert von 160,6 Millionen Euro durchgeführt, um die Entwicklungsziele Togos zu unterstützen und voranzutreiben. Die GIZ unterstützt derzeit die togoische Regierung beim Ausbau des Straßennetzes. Hierzu wurden 500 Kilometer Straße fertiggestellt, weitere 1000 Kilometer sind geplant. Zudem engagiert sich die GIZ im Bereich ländliche Entwicklung für die Landwirtschaft und setzt sich für eine Reduzierung der Jugendarbeitslosigkeit ein.

## Kultur und Sport
Die Deutsche Sprache in Togo ist weiterhin eine beliebte Fremdsprache im Land. 2015 lernten knapp 92.500 Schüler in Togo Deutsch als Fremdsprache. Neben Englisch und Französisch wird Deutsch im Gymnasium als Wahlpflichtfach angeboten. Die Universität Lomé hat eine Germanistikfakultät und seit 2012 ein Kooperationsabkommen mit der Universität Tübingen. Der Deutsche Akademische Austauschdienst und ein Goethe-Institut sind im Land aktiv.
Die Togoische Fußballnationalmannschaft wurde mit Gottlieb Göller (1970er, 1996–1997, 1999–2000), Eberhard Vogel (1997–1998) und Otto Pfister (2006) mehrmals von Trainern aus Deutschland gecoacht.

## Diplomatische Standorte
- Deutschland hat eine Botschaft in Lomé.[11]
- Togo hat eine Botschaft in Berlin.[12]